# Larnaca
Larnaca (in greco: Λάρνακα, Làrnaka; in turco: İskele) è una città di Cipro, capoluogo dell'omonimo distretto, posizionata sulla costa sud-orientale dell'isola. Anticamente nota con il nome di Cizio o Kition (in greco: Κίτιον), è la terza città di Cipro per popolazione dopo Nicosia e Limassol.

## Geografia fisica
La città è posta sulla costa meridionale dell'isola di Cipro a poca distanza dal confine con lo Stato di Cipro del Nord e con l'enclave britannica di Dhekelia. Nella zona occidentale di Larnaca si trova un complesso di quattro laghi salati, di cui tre interconnessi, denominato lago salato di Larnaca.

### Clima
Secondo la classificazione dei climi di Köppen Larnaca ha un clima Bsh, ossia semi-arido con estati particolarmente secche contrapposte a precipitazioni invernali relativamente basse.
| Larnaca 1991-2005     | Mesi | Mesi | Mesi | Mesi | Mesi | Mesi | Mesi | Mesi | Mesi | Mesi | Mesi | Mesi | Stagioni | Stagioni | Stagioni | Stagioni | Anno  |      |
| Larnaca 1991-2005     | Gen  | Feb  | Mar  | Apr  | Mag  | Giu  | Lug  | Ago  | Set  | Ott  | Nov  | Dic  | Inv      | Pri      | Est      | Aut      | Anno  |      |
| --------------------- | ---- | ---- | ---- | ---- | ---- | ---- | ---- | ---- | ---- | ---- | ---- | ---- | -------- | -------- | -------- | -------- | ----- | ---- |
| T. max. media (°C)    | 19,6 | 20,3 | 24,0 | 29,6 | 33,8 | 35,4 | 36,6 | 36,4 | 35,4 | 32,4 | 27,3 | 21,3 | 29,3     | 20,4     | 29,1     | 36,1     | 31,7  | 29,3 |
| T. min. media (°C)    | 2,7  | 1,8  | 4,4  | 6,8  | 11,3 | 16,0 | 19,3 | 19,7 | 16,4 | 12,7 | 7,1  | 5,0  | 10,3     | 3,2      | 7,5      | 18,3     | 12,1  | 10,3 |
| T. max. assoluta (°C) | 21   | 22,4 | 30,3 | 32,2 | 38,3 | 38,9 | 41,1 | 40,9 | 39,7 | 34,8 | 29,7 | 24,9 | 24,9     | 38,3     | 41,1     | 39,7     | 41,1  |      |
| T. min. assoluta (°C) | 0,4  | −1,3 | 2,4  | 2,0  | 8,9  | 12,5 | 16,9 | 17,5 | 12,4 | 10,4 | 2,6  | 0,6  | −1,3     | 2,0      | 12,5     | 2,6      | −1,3  |      |
| Precipitazioni (mm)   | 77,6 | 40,9 | 34,4 | 17,7 | 8,8  | 2,7  | 0,6  | 0,4  | 7,1  | 13,8 | 53,1 | 94,5 | 213,0    | 60,9     | 3,7      | 74,0     | 351,6 |      |

## Origini del nome
Il nome potrebbe derivare dal ritrovamento di diversi λάρνακες (làrnakes "tombe" o "sarcofagi") nell'area circostante. La città era conosciuta anche con i nomi antichi di Cizio e Scala (Σκάλα "scala"), proveniente dal nome del vecchio porto della città, distante pochi chilometri da Larnaca. Scala è oggi il nome di uno dei sobborghi della città.

## Storia

### Età antica

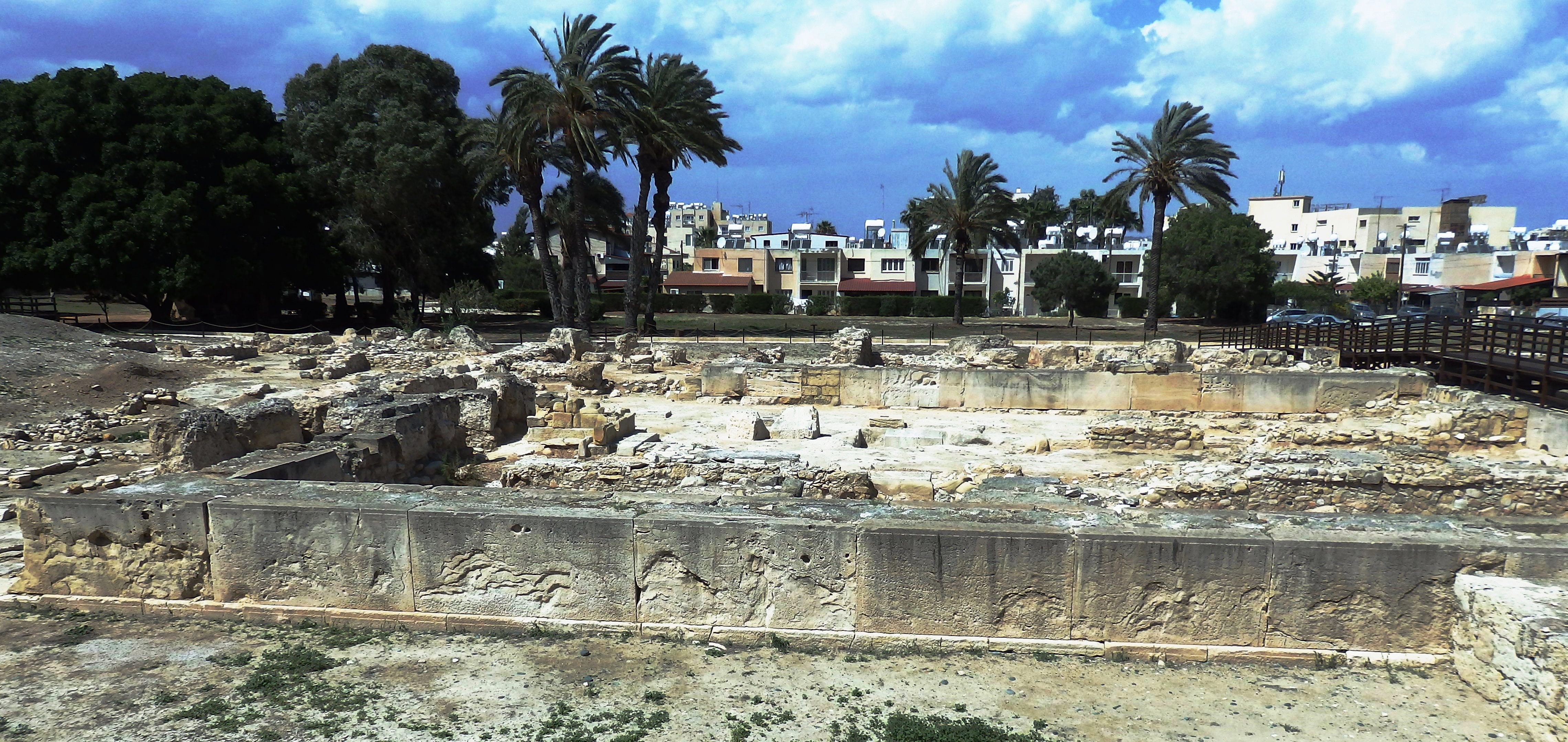
Il grande tempio di Cizio

La città fu verosimilmente fondata dai Micenei nel XIII secolo a.C., venendo poi ricostruita dai Fenici intorno al 1000 a.C. dopo il collasso della civiltà micenea. I Fenici furono responsabili della costruzione di mura ciclopiche, templi e di un arsenale navale. Nei secoli successivi la città dipese dall'Impero assiro e dall'Impero persiano passando infine tra i domini dell'Egitto tolemaico. Intorno al 450 a.C. il generale ateniese Cimone, su ordine di Pericle, tentò di supportare la rivolta dell'isola contro l'Impero achemenide, cingendo d'assedio Cizio. Gli ateniesi tuttavia furono messi in fuga dal dilagare di un'epidemia in città che uccise lo stesso Cimone.
In seguito a diversi terremoti che scossero l'isola nel 76, nel 322 e nel 342, la popolazione si spostò verso la costa meridionale ampliando il porto che andrà a costituire il principale nucleo abitato di Larnaca.
Secondo la tradizione ortodossa Lazzaro di Betania, dopo esser stato resuscitato da Gesù, fu mandato in esilio a Larnaca dove visse fino alla sua morte e venne ordinato come primo vescovo. Dopo la sua morte fu seppellito in città, ma quando l'imperatore bizantino Leone IV trovò le spoglie, nell'898, ordinò che fossero portate a Costantinopoli, e per ricompensare la città ordinò la costruzione della chiesa. Le spoglie furono successivamente razziate durante l'assedio di Costantinopoli del 1204 (durante la quarta crociata) e portate a Marsiglia.

### Età moderna

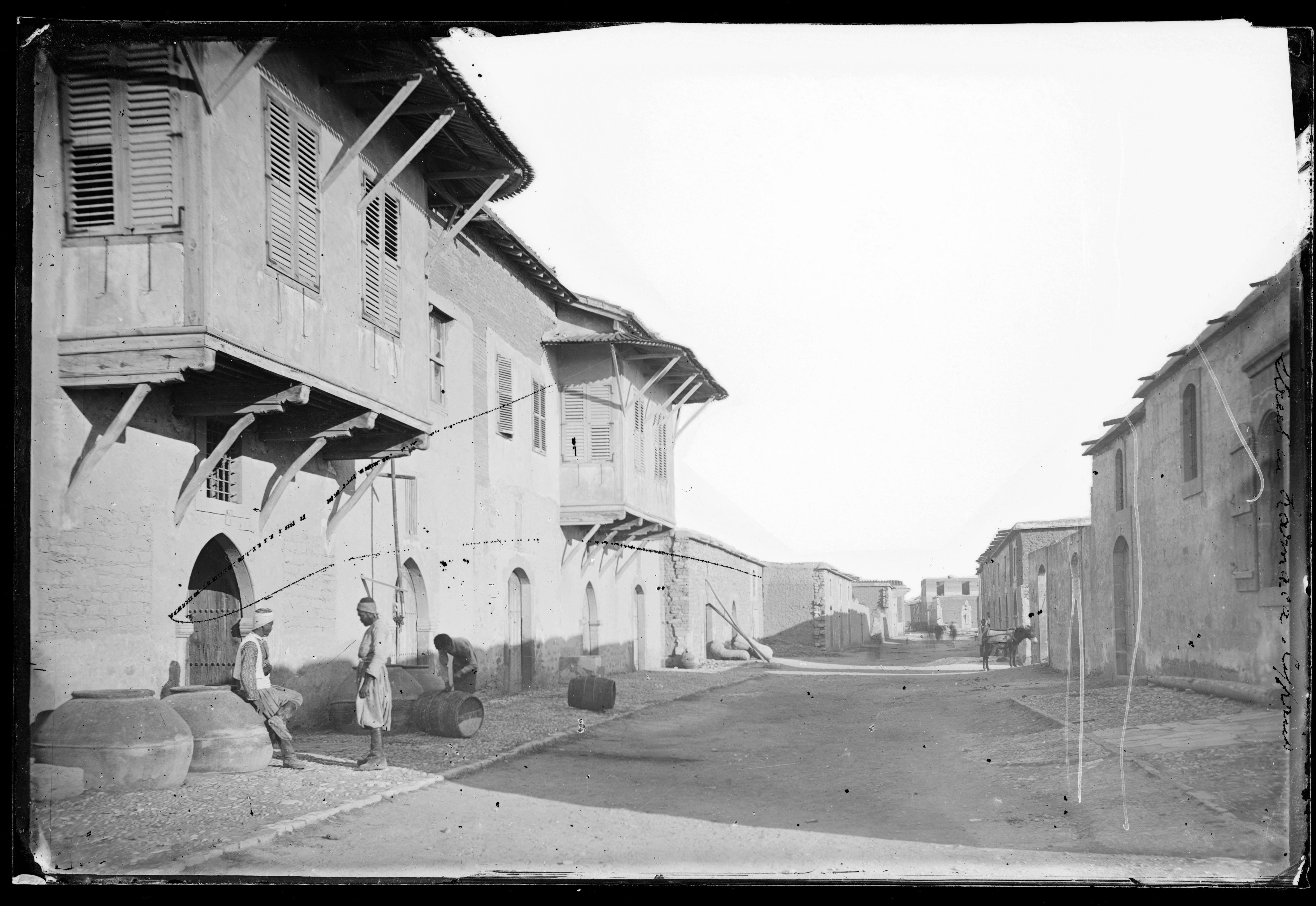
Una strada di Larnaca nel 1878

La città, che divenne nota con il nome di Scala (in greco: Σκάλα), fu conquistata dall'Impero ottomano nel XVI secolo.
Con l'invasione turca di Cipro del 1974, il porto di Larnaca fu ampliato per sostituire quello di Famagosta, ricaduto nel territorio rivendicato da Cipro del Nord, e dopo la dismissione dell'aeroporto internazionale di Nicosia, quello di Larnaca è divenuto il principale scalo aeroportuale dell'isola.
Con l'invasione turca gli abitanti turco-ciprioti della città, concentrati nel quartiere di Scala, fuggirono al nord, occupando la città di Trikomo, abbandonata dai suoi abitanti greco-ciprioti, che venne ribattezzata Yeni Iskele ("Nuova Larnaca").

## Monumenti e luoghi d'interesse

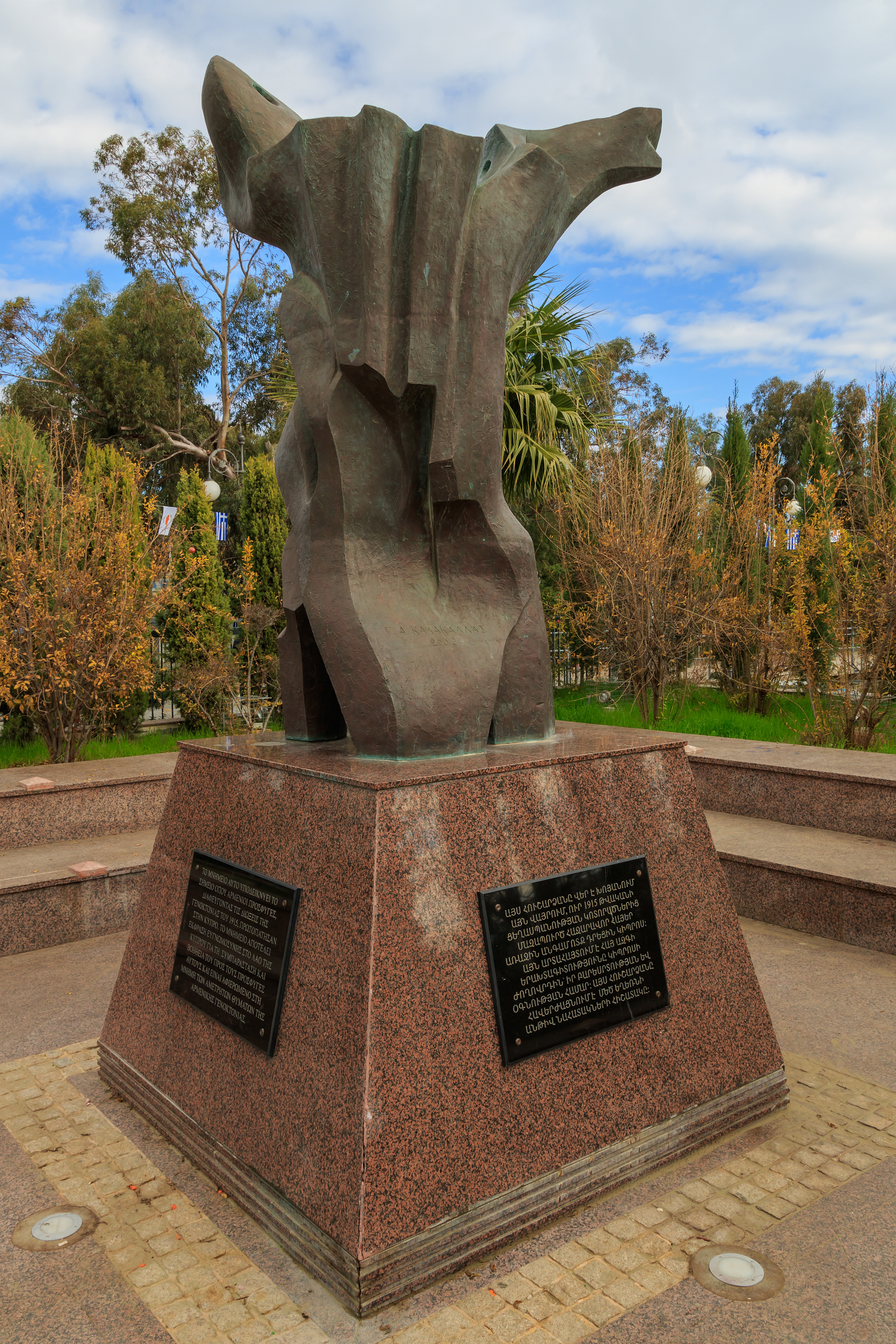
Memoriale del genocidio armeno

### Architetture religiose
- Chiesa di San Lazzaro, costruita intorno al IX secolo, ha conservato le spoglie di San Lazzaro prima che fossero trasferite a Costantinopoli e a Marsiglia
- Moschea di Umm Haram, costruita intorno al VII secolo, conserva le spoglie dell'omonima Sahaba di Maometto

### Architetture militari
- Castello di Larnaca, forte risalente al XII secolo

### Memoriali
- Busto di Cimone, che sembra esser morto a Cizio, reca l'iscrizione: "Kαι νεκρός ενίκα" (Eroico anche nella morte)
- Busto di Zenone, nativo di Cizio
- Memoriale del genocidio armeno

## Infrastrutture e trasporti

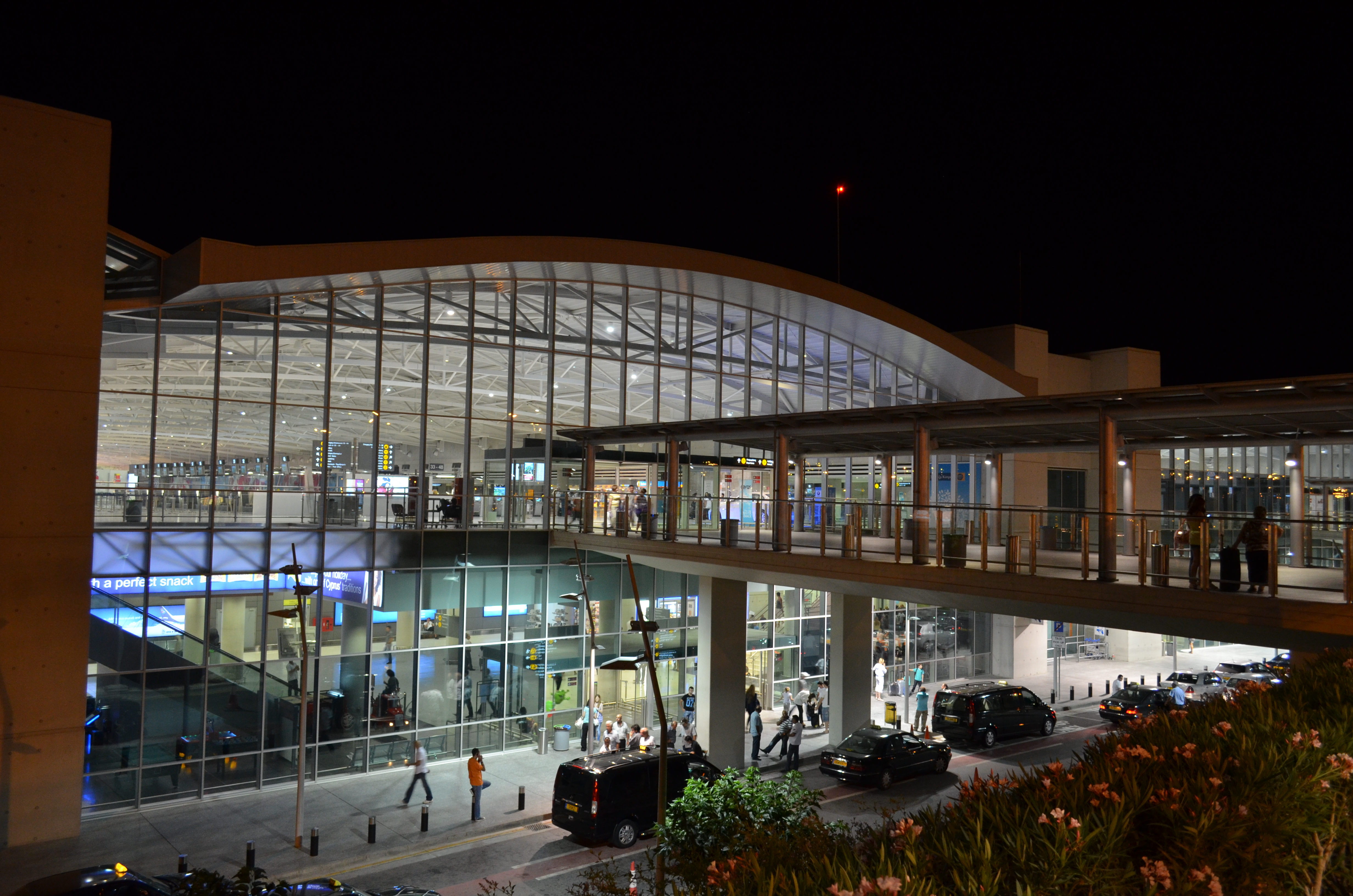
L'Aeroporto di Larnaca

A pochi chilometri dalla città si trovano l'Aeroporto Internazionale di Larnaca (il maggiore della nazione) e il porto di Larnaca.
Il trasporto pubblico locale è operato dalla Cyprus By Bus.

## Sport
La città è ben nota per ospitare spesso i ritiri delle società calcistiche, in particolare della Dinamo Mosca. L'AEK Larnaca è una delle principali squadre calcistiche della nazione, così come l'AEK Larnaca BC lo è nella pallacanestro.

## Amministrazione

### Suddivisioni amministrative
Larnaca è suddivisa in 4 quartieri: Skala, Prodromos, Faneromeni, Drosia, Kamares, Vergina e Agioi Anargyroi.

### Gemellaggi
- Acapulco, dal 2011[6]
- Ajaccio, dal 1989
- Bratislava, dal 1989[7]
- Galaxidi, dal 2005
- Giannitsa, dal 2005
- Glifada, dal 1998
- Haringey, dal 1987
- Īlioupolī, dal 2000
- Il Pireo, dal 1995
- Larissa, dal 1990
- Lero, dal 2003[8]
- Marrickville, dal 2005
- Odessa, dal 2004
- Novosibirsk, dal 1993
- Poti, dal 1987
- Saranda, dal 1994
- Seghedino, dal 1993
- Tarpon Springs, dal 2009
- Tientsin, dal 2007
- Tripoli
- Tulcea, dal 2003
- Venezia, dal 2010[9]